# Шупп, Фальк
Генрих (Фальк) Шупп (нем. Heinrich (Falk) Schupp, 1870—1923) — немецкий врач, публицист и общественный деятель.

## Биография

### Ранние годы
О жизни Шуппа сохранилось достаточно мало сведений.
Известно, что он окончил реальную гимназию с Дармштадте, с 1888 г. учился в Берлине, Мюнхене и Вене, получив специализацию дантиста, а в марте 1897 г. защитил диссертацию по философии на тему «Основные понятия психологии Гербарта в их эмпирической и метафизической взаимосвязи» в Базеле.
В 1894—1897 гг. работал как практикующий зубной врач на своей вилле Айхкрон в пригороде Дармштадта Бад-Зодене. Через некоторое время Шупп перебрался в Мюнхен, где открыл собственную зубную клинику «Гигеодонт» на Зонненштрассе, 24.
В юности увлекавшийся театром и оставивший на эту тему ряд сочинений (одно из них, статья «Конрад Дрейер и его крестьянский театр в Шлирзее» упоминается Веселовским в его «Литературных очерках»), Шупп перешел к изучению модных во времена Прекрасной эпохи паранаук и смежных с ними явлений — парапсихологии, гипноза и спиритизма, для использования их, в том числе, для работы по специальности. Журнал британского Общества психических исследований упоминает в 1895 г. об «интересном докладе» Шуппа на тему «Проблемы суггестивной анестезии».
Характерной чертой тогдашней европейской интеллектуальной (равно как и псевдоинтеллектуальной) жизни было образование многочисленных обществ по исследованию тех или иных вопросов, которые нередко представляли собой обычные клубы по интересам. Шупп был членом различных подобных обществ (например, «Общества научной психологии»), и со временем его интересы (в том числе через психологию) плавно перетекли в политику и географию. Так, в 1904 г. он выступил в Мюнхенском Ориентальном обществе с докладом о психологии народов и Востоке, указав, что развитие этнографии и этнологии, растущие потребности которых не может выполнить психология, обусловили развитие новой дисциплины — этнопсихологии, которая органически произросла из «этнографических и филологических импульсов».

### Политическая деятельность
На почве увлечения политикой Шупп сблизился с пангерманскими кругами и стал «специализироваться» на балканской тематике, причем особым объектом его интересов стала Болгария. В мае 1913 г. Шупп выступил основателем и президентом Объединения земель Дунайского, Балканского и Черноморского региона (Donau-, Balkan- und Schwarzmeerländer-Verband, Dubvid) и редактором «Балканского ревю». Для пущего германского облика Генрих Шупп стал писаться Фальк.
Широкую почву для деятельности Шуппа подготовила Первая мировая война. На правах эксперта германского МИДа Шупп осенью 1914 г. находился с полуофициальной миссией в Болгарии с целью подготовки влияния на правящие круги общественное мнение. Однако в виду с неопределенным статусом «эмиссара» он привлек на себя подозрения болгарской полиции и был вынужден покинуть страну. Примечательно, что использование в качестве «экспертов» подобных дилетантов было характерной чертой германских и вообще европейских правительственных структур того времени.
Отдалившись от болгарской тематики, Шупп обратился к тематике украинской, где впервые активно проявил себя в середине 1915 г., предложив себя в качестве сотрудника для будущего журнала «Восточноевропейское будущее», пропагандистского органа под эгидой германского МИДа. Этот журнал Шупп впоследствии редактировал. Активно участвовал в организации Объединения «Свободная Украина», став его генеральным секретарем.
Известно, что Шупп стоял на традиционных для германской геополитики того времени идеях, рассматривавших Украину как «мост» на Кавказ и дальше в Азию. Этой теме был посвящён доклад Шуппа в прусском парламенте в 1916 г. При этом, как отмечает немецкий историк Франк Гольчевский, Шупп умудрился разругаться даже с пангерманцами, к которым сам и принадлежал. В августе 1917 г. объявил, что цель создания «независимой Украины» достигнута, очевидно, приняв за неё предоставление автономии Центральной Раде.
После октября 1918 г. активная деятельность Шуппа сошла на нет. О последних годах его жизни ничего неизвестно.

### Память
Личность Шуппа получила противоречивую оценку в историографии. Если советская литература относила его к реакционным пангерманским публицистам и идеологам «войны германизма против славянства», то современная украинская литература нейтрально оценивает его личность.

## Сочинения
- Mahnruf an des Darmstädter Hoftheater. Darmstadt: H. Müller, 1891.
- Eine südwestdeutsche Kunststadt // GS, 2. Quartal (1891). S. 777—782.
- Im dunkelsten Erdtheil der Moderne // Moderne Rundschau, Bd. 1 (3) (1891). S. 18-22.
- Zu früh // Die Gesellschaft, Bd. 7, Heft 3 (1891). S. 365—367.
- Deutsche Aussteller in Chicago // GW, Bd. 42, № 50 (1892). S. 369—371.
- Die Grundbegriffe der Psychologie Herbarts in ihrem empirischen und metaphysischen Zusammenhang. Darmstadt: H. Uhde, 1896.
- Konrad Dreher und sein Schlierseer Bauerntheater // Bühne und Welt, № 1 (1899). S. 961—965.
- Der Kampf um den Spiritismus. Leipzig: Oswald Mutze, 1900.
- Hypnose und hypnotische Suggestion in der Zahnheilkunde // Zeitschrift für Hypnotismus Bd. XIII, № 2 (1905). S. 46.
- Rhodopebulgarien // Mitteilungen der Geographischen Gesellschaft in München. Bd. 6 (1911). S. 311—322.
- Bulgarien am Scheidewege // Tägliche Rundschau, Nr. 327 (1. Juli 1915).
- Die bulgarischen Städte // Bulgarien. Was es ist und was es wird. Berlin: Stilke, 1915. S. 31-36.
- Das Cholmerland // Osteuropäische Zukunft. № 3 (1916). S. 43-45, № 4 (1916). S. 54-55.
- Die Budapester Donaukonferenz und die deutschen Donauverkehrsinteressen // Kelet Nepe. Hefte VII—VIII (1916). S. 19-24.
- Die Ukraine, Deutschlands Brücke zum Morgenlande // Die Ukraine. Kriegspolitische Einzelschriften. Heft 12. Berlin: Schwetschke & Sohn, 1916. S. 93-104.